# Pam Hall
Pam Hall là một ca sĩ reggae người Jamaica có sự nghiệp bắt đầu từ những năm 1970.

## Sự nghiệp
Hall đã thu âm như một nghệ sĩ solo từ giữa những năm 1970 cũng như cung cấp giọng hát đệm cho một số nghệ sĩ khác bao gồm Jimmy Cliff, Judy Mowatt, Beres Hammond, Dennis Brown và Peter Tosh, đôi khi cùng với chị gái Audrey. Trong số những bản phát hành sớm nhất của cô là "Creation", một bản song ca với Orville Wood trong vai Pam & Woody và "You Should Never Do That", một bản song ca với Tinga Stewart.
Đĩa đơn "Dear Boopsie" năm 1986 của cô đứng đầu bảng xếp hạng reggae và đạt vị trí 54 trên Bảng xếp hạng đĩa đơn của Anh. Album đầu tiên của cô, Perfidia, được phát hành vào năm 1987.
Cô đã có thêm các bản hit trên bảng xếp hạng reggae trong thập niên 1990 với phiên bản " I will always love you ", "Young Hearts Run Free" và " You Are Not Alone ". Cô tiếp tục có nhu cầu về giọng hát phụ, làm việc với Toots Hibbert và Ziggy Marley vào những năm 1990. Cô tiếp tục phát hành một chuỗi album solo trên VP Records.
Trong những năm 1990, cô đã điền vào Judy Mowatt trong I Threes, gia nhập nhóm trong thập kỷ tiếp theo.

## Danh sách đĩa hát
- Perfidia (1987), Doanh nghiệp thế giới
- Luôn yêu em (1993), VP
- Nhớ em (1995), VP
- Phép thuật (1996), VP
- Đặt cược bạn không biết (1998), VP
- Thời gian cho tình yêu (2001), VP
- R & B Lượt Reggae Style (2001), VP
- Bài hát trong khóa của Dancehall (2007), Jet Star